# 哀牢蟾蜍
哀牢蟾蜍（学名：Bufo ailaoanus）为蟾蜍科蟾蜍属的两栖动物，是中国大陆的特有物种。分布于云南地区，常栖息于竹林及水沟。其生存的海拔范围为2550至2600米。该物种的模式产地在云南双柏。其种加词“ailaoanus”意为“哀牢山的”。

## 保护
本种于2023年被收录入《有重要生态、科学、社会价值的陆生野生动物名录》。